# Darlton
Darlton – wieś w Anglii, w hrabstwie Nottinghamshire, w dystrykcie Bassetlaw. Leży 39 km na północny wschód od miasta Nottingham i 200 km na północ od Londynu. Miejscowość liczy 102 mieszkańców.